# هشام عبدالمنعم
هشام عبدالمنعم (انگلیسی: Hisham Abdul-Munam؛ زادهٔ ۱۸ نوامبر ۱۹۶۹) بازیکن سابق و مربی فوتبال اهل اردن است.
از باشگاه‌هایی که در آن بازی کرده‌است می‌توان به باشگاه ورزشی الوحدات اشاره کرد.
وی همچنین در تیم‌های ملی فوتبال زیر ۲۳ سال اردن، و اردن بازی کرده‌است.